# Mohammad Bazmawar
Mohammad Bazmawar (pers. محمد بزم آور) – irański zapaśnik w stylu wolnym. Brązowy medal na mistrzostwach świata w 1978 roku. Czwarty w 1977 i 1982. Brąz w mistrzostwach Azji w 1981.